# 존 맨프렐로티
존 맨프렐로티(Jon Manfrellotti, 1953년 1월 1일 ~ )는 미국의 배우, 영화배우, 텔레비전 배우이다.
뉴욕주에서 태어났다.

## 영화
- 멘 오브 어 서튼 에이지 (2009년)
- 그릴드 (2006년)
- 행운을 돌려줘 (2006년)
- 내 사랑 레이몬드 (1996년) - 지아니 역